# Ментал аркитектс

## История
Групата Ментал Аркитектс (Mental Architects) дава своето начало през лятото на 2002 година в София, България. Групата се формира вследствие на пусната обява от Николай Рангелов (бас-китара) – и в отговор на обявата се явява един-единствен ентусизиран кандидат – Антон Велев, бъдещият китарист. Барабанистът на групата – Максим Стоименов бива поканен малко по-рано да участва в проекта.
Оригиналната концепция на групата е ориентирана към електронно-акустично звучене, с диджей и с вокал. Неуспешното търсене на вокал продължава цели две години, диджей така и не бива вербуван. През този период, Антон Велев свири паралелно с група Грим (Grim), в която участва и Мирослав Моравски от Пропаганда (Propaganda). Първоначалната стилова посока се променя и се обръща в твърдо и тежко рок звучене.
Преди да се стигне до окончателното име на групата – Mental Architects – вариантите минават през Мют (Mute), Псай Фи (Psi-fi) и Фарадей Кейдж (Faraday Cage) края на 2004 година към групата се присъединява Нино Гомез (екс Субтиера /Subtierra/, Бед Хебит /Bad Habit/. Гласът на Нино Гомез, обаче, така и не достига до звукозаписен материал, тъй като той напуска групата преди завършването на записите по албума Frequencies. Преди него, Mental Architects правят първите си инструментални записи – Mental Architects EP. След напускането на Гомез, с вокалите се захваща Николай Рангелов (бас китара) и записите на Mental Architects EP и Frequencies биват довършени и презаписани с новия вокал. Frequencies претърпява две издавания (септември 2006 и ноември 2008), като второто излиза след Shadows (декември 2007).
Максим Стоименов напуска групата за по-малко от една година след края на записите на Shadows, но се завръща малко преди края на турнето за албума и свири в последните два концерта.
Актуалният състав на групата е: Антон Велев (китари), Максим Стоименов (барабани) и Николай Рангелов (бас китара и вокал).
Цялата дискография на групата е достъпна за безплатно сваляне от техния сайт: www.mentalarchitectsband.com.

## Албуми

### Mental Architects EP
Първият запис на Mental Architects е демото Mental Architects EP, който съдържа 5 композиции. Текстовете са на Николай Рангелов, а инструменталът е съвместна работа на групата.

### Frequencies
През 2005 година, преди първия издаден запис на Frequencies, групата работи по песните от албума с вокала на Нино Гомез, но само на репетиции. Направени са работни, неофициални записи на няколко парчета от албума с Гомез. След неговото напускане, групата дозаписва останалия материал с вокалите на Николай Рангелов и издават първата версия на албума, от която са твърде неудовлетворени. Чак след издаването на втория дългосвирещ албум – Shadows, Frequencies се презаписва и излиза неговия втори и доста по-успешен вариант. Албумът като концепция е анти-военен и анти-социален. Името му Frequencies се върти около факта, че всичко около нас трепти и вибрира в различни честоти. Според будистката религия мантрата е вибрация, която притежава определена честота. В едноименната песен от албума – Frequency – е вплетена честотата, с която трепти Земята – 8 херца.
Между първото и второто издаване на Frequencies минават две години. Текстовете както във Frequencies, така и в Shadows са писани в по-голямата си част от Максим Стоименов, останалите – от Николай Рангелов.

### Shadows
Shadows играе с идеята за социалните катаклизми, с които неминуемо се сблъсква всеки човек от самото си раждане – детство, пубертет, израстване. Социалните норми, парадигми, очаквания към всеки човек като към част от човешкото общество размиват границите на индивидуалността и превръща индивида в сянка на собственото си аз в края на неговото съществуване.
Работата по Shadows е завършена в рамките на 9 месеца и той бива издаден зимата на 2007 година. След това от март до ноември 2008 година групата прави национално турне, с което затвърждават позициите на една от най-добрите групи на живо на българската музикална сцена. По време на това турне барабанист е Георги Маринов, тъй като по това време Максим Стоименов не е част от Mental Architects. На по-голямата част от концертите Mental Architects свирят с Hyperqube, където по стечение на обстоятелствата барабанист е Максим, който към края на турнето се завръща в групата.
През май 2008 печелят първото място и наградата на конкурса Jack Daniel’s Battle of the Bands, побеждавайки колеги и конкуренти като Hyperqube, Collapso, Liquid Pension и други. Песните, с които печелят са Discontent и Puberty.
Mental Architects работят по трети студиен проект, Patience, Communication, Understanding, Go!, за който се говори, че е сериозна крачка и смел завой в кариерата на групата, както от гледна точка на музикално и личностно израстване, така и в концептуално отношение.
| албум                                            | година |
| ------------------------------------------------ | ------ |
| Mental Architects (EP)                           | 2004   |
| Frequencies                                      | 2006   |
| Shadows                                          | 2007   |
| Patience, Communication, Understanding, Go! (EP) | 2011   |
| Ascend                                           | 2017   |

## Влияния
В музиката на Ментал Ахитектс могат да бъдат доловени твърде много влияния и никое от тях не може да бъде конкретизирано като постоянен рефрен. Това донякъде се дължи на широката музикална култура на членовете на групата и техния непрекъснат стремеж да търсят и намират нови, малко или дори никому неизвестни групи и изпълнители – повечето от които ползват непознати за широката публика похвати, идеи, звучене и музикални структури.
Като представители на съвременния post и progressive рок, Mental Architects са неминуемо повлияни от идолите на тези течения – но наличието на тези влияния твърде често е погрешно изтълкувано от слушатели, които целенасочено търсят такива.